# فيديريكو جانير
فيديريكو جانير (بالإيطالية: Federico Caner)‏ هو سياسي إيطالي، ولد في 8 نوفمبر 1973. حزبياً، نشط في رابطة الشمال.